# Peter Ressel
Peter Ressel (Krommenie, 1945. december 4. –) válogatott holland labdarúgó, csatár.

## Pályafutása

### Klubcsapatban
1965 és 1968 között a Go Ahead Eagles, 1968–69-ben a N.E.C., 1969–70-ben a PSV Eindhoven, 1970 és 1972 között a belga Lierse, 1972 és 1975 között a Feyenoord labdarúgója volt. A rotterdami csapattal egy holland bajnoki címet nyert és tagja volt az 1973–74-es idényben UEFA-kupagyőztes együttesnek. 1975 és 1978 között a belga Anderlechtben szerepelt, ahol egy belgakupa-győzelmet szerzett. Tagja volt az 1975–76-os és az 1977–78-as idényben KEK-győztes, illetve az 1976–77-es szezonban KEK-döntős csapatnak. 1978-ban az amerikai San Jose Earthquakes, 1978–79-ben az AZ’67, 1979-ben az amerikai Chicago Sting, majd a belga Hasselt, 1979–80-ban a Telstar, 1980 és 1983 között a VVV játékosa volt.

### A válogatottban
1974-ben három alkalommal szerepelt a holland válogatottban.

## Sikerei, díjai
Feyenoord
- Holland bajnokság (Eredivisie)
  - bajnok: 1973–74
- UEFA-kupa
  - győztes: 1973–74

 Anderlecht
- Belga kupa
  - győztes: 1976
- Kupagyőztesek Európa-kupája (KEK)
  - győztes (2): 1975–76, 1977–78
  - döntős: 1976–77
- UEFA-szuperkupa
  - győztes: 1976

## Statisztika

### Mérkőzései a holland válogatottban
| Hollandia | Hollandia            | Hollandia                     | Hollandia  | Hollandia | Hollandia | Hollandia    | Hollandia | Hollandia |
| #         | Dátum                | Helyszín                      | Hazai      | Eredmény  | Vendég    | Kiírás       | Gólok     | Esemény   |
| --------- | -------------------- | ----------------------------- | ---------- | --------- | --------- | ------------ | --------- | --------- |
| 1.        | 1974. szeptember 4.  | Stockholm, Råsunda Stadion    | Svédország | 1 – 5     | Hollandia | barátságos   | -         | 20'       |
| 2.        | 1974. szeptember 25. | Helsinki, Olimpiai Stadion    | Finnország | 1 – 3     | Hollandia | Eb-selejtező | -         |           |
| 3.        | 1974. október 9.     | Rotterdam, Feijenoord Stadion | Hollandia  | 1 – 0     | Svájc     | barátságos   | -         |           |
|           | Összesen             |                               |            | 3         | mérkőzés  |              | 0         | gól       |